# Robert Lamezan de Salins
Robert Lamezan de Salins (sau Robert Franciszek Walenty Lamezan de Salins, cunoscut și sub numele de Robert Graf von Lamezan-Salins, n. 14 august 1869, Mödling, Austria Inferioară, Austro-Ungaria – d. 29 noiembrie 1930, Lwów, Lwów Voivodeship⁠(d), Polonia) a fost un general polonez și diplomat de origine aristocratică.

## Biografie
Moștenitor al unei puternice familii austro-ungare cu rădăcini franceze îndepărtate (strămoșii săi au venit în Austria în 1709), Robert Franz Lamezan-Salins s-a născut la 14 august 1869, în Mödling, lângă Viena, fiind fiul lui Eduard Graf Lamezan-Salins, un om de stat remarcabil și avocat, președinte al tribunalului districtual din Viena și fondator al Comitetului Olimpic Austriac. Bunicul său a fost un alt general austriac, Anton Graf von Lamezan-Salins.
În 1890, Robert Lamezan-Salins s-a alăturat Armatei Austro-Ungare și a servit inițial ca subofițer în Regimentul 6 Dragoni. Staționat în Galiția predominant poloneză, în 1903 s-a căsătorit cu Irena Contesă Wolańska cu stema Przyjaciel, moștenitoarea unei familii aristocratice poloneze. A absolvit Academia de Stat Major și a ajuns la gradul de locotenent-colonel (Oberstleutnant) în 1911. Promovat colonel la izbucnirea Marelui Război, a servit ca ofițer comandant al unui regiment de cavalerie și apoi al brigăzii de cavalerie.
După încheierea Primului Război Mondial și dizolvarea Austro-Ungariei, în decembrie 1918 s-a alăturat armatei poloneze și a fost ridicat la gradul de general de brigadă. Deși oficial în serviciu activ, inițial a servit ca diplomat, conducând misiuni militare poloneze la București (unde a negociat reintegrarea regiunii Pocuția, deținută de români, la Polonia) și la Berlin și ca legătură cu Misiunea Militară Interaliată cu Estul Poloniei Mici în timpul războiului polono-ucrainean. După întoarcerea sa de la Berlin în decembrie 1919, el a servit pentru scurt timp ca ofițer comandant al Diviziei a 12-a Infanterie, dar a fost demis încă din ianuarie 1920 și a condus misiunea militară poloneză însărcinată cu preluarea regiunii Pomerania de la administrația germană. În această calitate, a luat parte la ceremonia „Nunta Poloniei cu marea”.
În martie 1920 a devenit ofițerul comandant al zonei Corpului Lwów (administrația militară a orașului Liov și a regiunii limitrofe), iar în august și septembrie a aceluiași an a comandat pentru scurt timp întregul front de sud-vest al armatei poloneze, precum și Armata a 6-a. Din cauza unor probleme de sănătate a fost eliberat din serviciu în august 1921, iar în anul următor a fost lăsat la vatră în mod onorabil. A revenit pentru scurt timp la serviciul activ în 1923, dar a fost din nou eliberat în 1926. Conform evaluării sale postbelice de către mareșalul Józef Piłsudski, el a fost în cel mai bun caz un comandant mediocru. „Complet inept la nivel operațional, după părerea mea sinceră. Comanda lui obișnuia să fie întotdeauna foarte, foarte proastă. La nevoie extremă, putea fi folosit ca ofițer al corpului de comandă, dar – Doamne ferește – nu în Galiția, unde putea deveni imediat victima numeroșilor săi prieteni, colegi și rude. Nefiind o fire dificilă, este cel mai bine folosit în misiunile diplomatice, mai degrabă în acelea, unde este mai mult nevoie de observație decât de acțiune sau caracter”.
S-a stabilit în conacul familiei sale din Świrz, lângă Przemyślany. A murit la Liov în 29 noiembrie 1930. Cu câteva luni înainte de moartea sa, fiica sa Irena s-a căsătorit cu un alt ofițer militar polonez, Tadeusz Komorowski, care mai târziu a devenit comandantul-șef al forțelor armate poloneze.